# 제3공화국 (드라마)
《제3공화국》은 문화방송이 제3공화국을 배경으로 다룬 특별기획 정치 드라마(시대극)로, 박정희의 출생과 성장 과정, 1961년 5·16과 군정 시대와 3공 출범, 그리고 1972년 10월 17일, 유신이 선포되는 것까지 다룬 드라마 작품인데 매주 일요일에 방영되었고, 1993년 2월부터 8월까지 방영된 총26부작 정치 드라마 및 시대극이다.

## 등장 인물

### 중심 인물
- 이진수 : 박정희 역

육사 2기, 육군 대장, 육군본부 정보국 전투정보과장, 육군 제9보병사단 참모장, 육군정보학교장, 육군본부 작전교육국차장, 육군 포병학교 수료, 육군 제3군단 포병단장, 미국 오클라호마 육군 포병학교 수료, 육군 제2군단 포병단장, 육군 제5보병사단장, 육군대학, 육군 제6군단 부군단장, 육군 제7보병사단장, 육군 제1야전군 사령부 참모장, 육군 제6관구 사령관, 육군 부산군수기지 사령관, 육군본부 인사참모부장, 육군 제2군사령부 부사령관, 국가재건최고회의 부의장, 국가재건최고회의 의장, 대한민국 제5~9대 대통령(2공화국 연결).
- 이창환 : 20대 박정희 역

문경보통학교 교사, 신경군관학교 2기, 일본육군사관학교 졸업(2공화국 연결).
- 홍경인 : 10대 박정희 역

대구사범학교 재학 중, 김호남과 결혼
- 김상민 : 유년 시절 박정희 역

일제 강점기 경상북도 선산(지금의 경상북도 구미)에서 출생.

### 박정희 가족
- 이대로 : 박성빈 역

박정희의 부친
- 김영옥 : 백남의 역

박정희의 모친
- 김상중 : 박상희 역

박정희의 셋째 형
- 전양자 : 조귀분 역 (젊은 시절: 양미경)

박상희의 미망인. 박정희의 셋째 형수.
- 김해숙 : 박재희 역

박정희의 둘째 누나이자 막내누나
- 허기호 : 박동희 역

박정희의 둘째형
- 김용선 : 박재옥 역

박정희의 첫째 영애. 아버지 박정희 자녀 가운데 생모 김호남의 유일한 소생 딸.
- 윤순홍 : 한병기 역

박정희의 맏사위. 민주공화당 당무위원, 칠레 주재 대사, 캐나다 주재 대사, 무소속 국회의원.
- 도유정 : 박근혜 역

박정희의 둘째 영애. 한나라당 대표, 제18대 대한민국 대통령.
- 우희진 : 박근령 역

박정희의 막내 영애. 한나라당 당무위원, 공화당 당무위원.
- 문혁 : 박지만 역

박정희의 막내 영식. 육군 대위 예편, EG 회장.

### 육영수 가족
- 김미숙 : 육영수 역

영부인
- 신귀식 : 육종관 역

육영수의 부친
- 김용림 : 이경령 역

육영수의 모친
- 한규희 : 육인수 역

육영수의 오빠, 훗날 민주공화당 국회의원, 민주공화당 상임고문 겸 당무위원 역임.
- 서창숙 : 박심자 역

육영수의 오빠 육인수의 부인
- 이상숙 : 육예수 역

육영수의 여동생

### 김종필 가족
- 이정길 : 김종필 역

육사 8기, 예비역 육군 중령 → 육군 준장, 초대 중앙정보부장, 민주공화당 의장, 부총재, 총재, 국무총리(2공화국 연결).
- 이경진 : 박영옥 역

김종필의 아내, 박정희의 조카, 박상희의 딸
- 변소정 : 김예리 역

김종필의 딸.

### 제1공화국 인물 관련
- 전운 : 이갑성 역

전직 6·25 전시 체제 임시 국무총리. 항일 독립운동가 출신의 중도 성향 우익 인사.
- 윤미라 : 최마리 역

이갑성 전직 임시 총리의 부인.
- 백찬기 : 이용희 역

이갑성 전직 임시 총리의 차남. 고려대학교 정치학과 교수, 서울대학교 외교학과 교수. 훗날 국토통일원 장관 역임.
- 조양자 : 송규복 역

이갑성 전직 임시 총리의 차자부.
- 김상현 : 이재명 역

이갑성 전직 임시 총리의 친손(대학 교수 이용희 부부의 장남). 그는 훗날 장성하여 대우자동차 주식회사 부사장, 민주자유당 당무위원, 신한국당 당무위원 겸 행정위원, 한나라당 재선 국회의원 역임.
- 박종관 : 허정 역

전직 교통부 장관 겸 국무총리 서리.
- 권미혜 : 백귀란 역

허정 전직 교통부 장관의 계배 부인.
- 김상순 : 변영태 역

1공 시대 마지막 국무총리.
- 하미혜 : 이영민 역

변영태 전직 국무총리의 계배 부인.
- 민지환 : 백한성 역

1공 시대 마지막 임시 국무총리 서리. 법무부 차관, 내무부 장관 역임.
- 이종환 : 이동환 역

전직 내무부 차관, 훗날 오스트레일리아 주재 대사 역임.
- 이영달 : 박종식 역

전직 재무부 차관, 변호사.
- 황일청 : 백선엽 역

군사영어학교, 육군 대장, 육군본부 정보국장, 육군 제5보병사단장, 육군 제1보병사단장, 육참총장, 연참총장
- 김영인 : 김창룡 역

육사 3기, 육군 대위 → 육군 중장, 육군본부 정보국 정보장교, 육군특무대장.

### 제2공화국 인물 관련
- 이순재 : 해위 윤보선 역

대한민국 제4대 대통령(2공화국 연결).
- 서영애 : 공덕귀 역

윤보선 대통령 영부인.
- 이건주 : 윤상구 역

윤보선 대통령 첫째 영식. 그는 훗날 장성하여 서울 동서 코퍼레이션 대표이사 역임.
- 김무생 : 운석 장면 역

국무총리, 국토건설단 초대 단장(2공화국 연결).
- 최은숙 : 김옥윤 역

장면 국무총리 부인.
- 문회원 : 조인호 역

경감, 장면 총리 경호책임자.
- 변희봉 : 현석호 역

국방부 장관, 국회의원(2공화국 연결).
- 홍순창 : 주요한 역

부흥부 장관
- 남일우 : 김영선 역

재무부 장관
- 김호영 : 정헌주 역

국무원 사무처장
- 정태섭 : 오위영 역

무임소 장관
- 이호재 : 최영희 역

군사영어학교, 육군 중장, 육군교육총본부 총장, 육군참모총장. 훗날 3공 시대 국방부 장관 역임. 배우 이호재는 정일형 역과 1인 2역.

### 신민당 중심 야당 인물 관련
- 심양홍 : 유진산 역

제3~9대 국회의원, 신민당 당수(2공화국 연결).
- 서권순 : 김현신 역

유진산의 부인
- 백윤식 : 김대중 역

국회의원, 신민당 고문, 신민당 제7대 대통령 후보, 평화민주당 총재, 새정치국민회의 총재, 대한민국 제15대 대통령
- 유명옥 : 이희호 역

김대중 신민당 고문의 부인. 훗날 국민의 정부 시대 영부인.
- 이상택 : 김홍일 역

김대중 신민당 고문의 상배 전처 소생 장남. 그는 훗날 성장하여 1973년 공군 중위 예편 후 새천년민주당 재선 국회의원 역임.
- 주가람 : 김홍업 역

김대중 신민당 고문의 상배 전처 소생 차남. 그는 훗날 성장하여 무소속 초선 국회의원 역임.
- 유경호 : 김홍걸 역

김대중 신민당 고문의 막내아들. 그는 훗날 성장하여 제21대 비례대표 국회의원 역임.
- 길용우 : 김영삼 역

제3~13대 국회의원, 신민당 총재, 통일민주당 총재, 민주자유당 총재, 대한민국 제14대 대통령(2공화국 연결).
- 정혜승 : 손명순 역

김영삼 신민당 총재의 부인. 훗날 문민 정부 시대 영부인.
- 이묵원 : 김홍조 역

김영삼 총재의 부친
- 김지영 : 최남순 역

김영삼 총재의 계모
- 유명순 : 박씨 부인 역

김영삼 총재의 계씨 외조모(계모 최남순의 친정 어머님).
- 민지환 : 손상호 역

김영삼 총재의 장인.
- 이주실 : 감덕순 역

김영삼 총재의 처계모(손명순의 친정 새어머님).
- 김기현 : 이범석 역

참의원, 국무총리, 국방부 장관(2공화국 연결).
- 김소원 : 박순천 역

제2대, 제4~6대, 제7대, 제9대 국회의원, 신민당 당수(2공화국 연결).
- 신충식 : 김도연 역

신민당 예하 당무 위원장 겸 당기 위원장
- 김석옥 : 노광임 역

김도연 위원장의 부인
- 차윤회 : 윤제술 역

국회의원, 민정당 당무위원 겸 원내총무
- 신귀식 : 김원만 역

신민당 국회의원, 신민당 당무위원.
- 현석 : 고흥문 역

신민당 사무총장 겸 최고위원
- 최선자 : 이매리 역

신민당 국회의원, 신민당 고문 겸 당무위원
- 양일민 : 이원순 역

이매리 국회의원의 부군, 한미협회 명예회장
- 이호재 : 정일형 역

신민당 국회의원, 신민당 고문 겸 당무위원
- 남능미 : 이태영 역

정일형 국회의원의 부인, 여성 변호사
- 박영태 : 양일동 역

신민당 국회의원, 신민당 최고위원 겸 당무위원
- 사상기 : 유성권 역

민주당 국회의원, 민주당 당무위원
- 박병훈 : 유청 역

신민당 국회의원, 신민당 당무위원
- 반문섭 : 태완선 역

민중당 국회의원, 민중당 당무위원
- 나영진 : 이민우 역

신민당 국회의원, 신민당 고문 겸 당무위원
- 이종환 : 유옥우 역

신민당 국회의원, 신민당 고문 겸 당무위원
- 김동현 : 조연하 역

신민당 당무위원 겸 원내부총무
- 박용팔 : 유진오 역

신민당 총재 겸 상임고문
- 허진 : 이용재 역

유진오 총재의 3번째 부인
- 유준석 : 김상현 역

신민당 당무위원, 신민당 국회의원.
- 김두삼 : 김형일 역

군사영어학교, 육군 중장, 육군 제2군단장, 육군참모차장, 민주당 국회의원, 민주당 당무위원, 신민당 상임고문 겸 당무위원
- 강인덕 : 김두한 역

한국독립당 상임위원 겸 당무위원, 한국독립당 국회의원(2공화국 연결). 무소속 국회의원, 신민당 당무위원
- 박영지 : 유창열 역

제3공화국 시절 민주당 초선 국회의원(전국구), 민주당 당무위원, 신민당 당무위원. 대기업의 삼분 폭리에 대한 고발. 배우 박영지는 문재준 역과 1인 2역

### 5·16 군사정변 인물 관련
- 박근형 : 박종규 역

육군종합행정학교 5기, 육군 소령 → 육군 대령, 국가재건최고회의 의장 경호대장, 제2대 대통령 경호실장, 민주공화당 국회의원(2공화국 연결).
- 안해숙 : 이종원 역

박종규 경호실장의 부인
- 김동수 : 박재규 역

박종규 국회의원 남동생, 오일륙 당시 고등학생. 후일 국민대학교 교수, 경남대학교 교수, 경남대학교 총장, 통일부 장관.
- 이대근 : 차지철 역

육군 갑종장교 포병간부후보생, 육군 대위 → 육군 중령, 제1공수 특전단 중대장, 민주공화당 국회의원, 제3대 대통령 경호실 실장(2공화국 연결).
- 박상조 : 김형욱 역

육사 8기, 육군 중령 → 육군 준장, 제4대 중앙정보부장, 민주공화당 국회의원(2공화국 연결).
- 엄유신 : 신영순 역

김형욱 중앙정보부장의 부인
- 송기윤 : 김재춘 역

육사 5기, 육군 대령 → 육군 소장, 육군 제6관구사령부 참모장, 제3대 중앙정보부장
- 정선일 : 이낙선 역

육사 8기, 육군 소령 → 육군 대령, 육군 포병학교 교장, 국가재건최고회의 의장 비서관, 대통령 비서실 민정수석비서관, 국세청장, 건설부 장관
- 김웅철 : 오학진 역

육사 8기, 육군 중령 → 육군 준장, 육군 제33보병사단 작전참모, 민주공화당 정책연구실 실장, 민주공화당 국회의원
- 이도련 : 오치성 역

육사 8기, 육군 대령 → 육군 준장, 육군본부 부관감, 무임소 장관, 민주공화당 국회의원
- 최동준 : 장경순 역

육사 6기, 육군 준장 → 육군 중장, 민주공화당 국회의원, 국회 부의장
- 나영진 : 김동하 역

육사 2기, 해병 소장 → 해병 중장, 해병대 제1상륙 사단장, 대한체육회장, 한국마사회 회장
- 김동수 : 이주일 역

육사 특별 7기, 육군 소장 → 육군 대장, 제2군사령부 참모장, 국가재건최고회의 재정경제위원장, 국가재건최고회의 부의장, 감사원장.
- 김홍석 : 윤태일 역

육사 특3기, 육군 준장 → 육군 중장, 육군 제120건설공병단장, 육군공병학교장, 제1야전군사령부 공병부장, 육군본부 감찰감, 서울특별시장, 육군 제36보병사단장, 대한주택공사 사장, 유신정우회 국회의원
- 김주영 : 송찬호 역

육사 5기, 육군 준장, 고사포 여단장, 주한 브라질 대사

### 제3공화국 인물 관련
- 이원종 : 50대 시절 엄민영 역 (40대 젊은 시절: 허기호)

민주공화당 당무위원, 민주공화당 탈당 이후에도 두 차례 내무부 장관, 한 차례 일본 주재 대한민국 대사 지냄.
- 허기호 : 40대 시절 엄민영 역

민주당 당무위원, 민주당 탈당 이후 자유민주당 당무위원 지냈으며, 자유민주당 탈당 이후 국가재건최고회의 의장 고문 지냄.
- 오지명 : 이후락 역

군사영어학교, 육군 소령 → 예비역 육군 소장, 육군본부 전투정보과 과장, 육군본부 정보국 차장, 국가재건최고회의 공보실장, 대통령 비서실 실장, 주일한국대사, 제6대 중앙정보부장, 무소속 국회의원, 민주공화당 국회의원
- 송도순 : 정윤희 역

이후락 중앙정보부 부장의 부인
- 강현종 : 이동훈 역

이후락 중앙정보부 부장의 장남. 그는 훗날 성장하여 1975년 공군 중위 예편 후 제일화재해상보험주식회사 회장 역임.
- 김성원 : 최규하 역

제10대 대통령, 외무부 장관, 국무총리
- 오승명 : 김계원 역

군사영어학교, 육군 대장, 육군 참모총장, 민주공화당 당무위원, 제5대 중앙정보부장, 대통령 비서실 실장
- 최상훈 : 김정렴 역

상공부 장관, 대통령 비서실장
- 남윤정 : 강순자 역

김정렴 장관의 부인
- 박규채 : 김성곤 역

쌍용그룹(삼공유지) 회장, 민주공화당 국회의원
- 백일섭 : 장기영 역

한국일보 사주, 민주공화당 국회의원, 부총리 겸 경제기획원 장관
- 이효춘 : 이문자 역

장기영 장관의 부인
- 조현철 : 장강재 역

장기영 장관의 장남. 그는 훗날 장성하여 한국일보 사장 역임.
- 김기웅 : 장재구 역

장기영 장관의 차남. 그는 훗날 장성하여 한국일보 회장 역임.
- 윤동원 : 장재국 역

장기영 장관의 넷째아들. 그는 훗날 장성하여 코리아 타임스 회장 역임.
- 김용건 : 신직수 역

예비역 육군 군법무관 소령, 검찰총장, 법무부 장관, 대통령 비서실 예하 법률담당특별보좌관
- 김민정 : 김순아 역

신직수 장관의 부인
- 정승현 : 정일권 역

군사영어학교, 육군 대장, 국방경비대 제4연대장 겸 총참모장, 3군 총사령관, 육군참모총장, 합동참모의장, 주터키 대사, 주프랑스 대사, 주미한국 대사, 외무부 장관, 국무총리
- 나문희 : 김복순 역

정일권 국무총리의 모친.
- 정혜선 : 윤계원 역

정일권 국무총리의 부인.
- 임경옥 : 정영혜 역

정일권 국무총리의 장녀.
- 권성덕 : 이종찬 역

육군 중장, 수도경비사령관, 육군 제3보병사단장, 육군보병학교 교장, 육군참모총장, 육군대학교 총장, 국방부 장관, 주이탈리아 대사, 유신정우회 국회의원
- 최정훈 : 이한림 역

군사영어학교, 육군 중장, 육군 제1야전군사령관, 건설부 장관
- 김수일 : 백두진 역

민주공화당 최고위원 겸 당무위원
- 김복희 : 허명재 역

백두진 최고위원의 부인
- 이원재 : 석정선 역

육사 8기, 예비역 육군 중령, 중앙정보부 제2국장
- 남영진 : 이영근 역

육사 8기, 육군 중령 → 육군 대령, 중앙정보부 행정차장, 재건동지회 사무총장, 민주공화당 당무위원, 민주공화당 국회의원, 유신정우회 국회의원
- 임명규 : 홍종철 역

육사 8기, 육군 중령 → 육군 준장, 국가재건최고회의 문교사회위원장, 초대 대통령 경호실 실장, 문교부 차관, 문화공보부 장관, 문교부 장관
- 정성모 : 전재구 역

육사 8기, 육군 대위 → 육군 소령, 육군참모총장부관, 중앙정보부 국장, 유신정우회 국회의원
- 임문수 : 길재호 역

육사 8기, 육군 중령 → 육군 준장, 육군 제1전투여단 부여단장, 국가재건최고회의 보건사회위원장, 국가재건최고회의 법무사회위원장, 국회 내무위원장, 민주공화당 당무위원, 무임소 장관, 민주공화당 국회의원
- 황일청 : 김학열 역

1961년 재무부 경제기획조정관
- 송재호 : 최영택 역

육사 8기, 육군 중령 → 육군 대령, 중앙정보부 제5국장
- 최병학 : 이석제 역

육사 특별 8기, 육군 중령 → 육군 준장, 최고회의 법무위원장
- 권성덕 : 정구영 역

민주공화당 국회의원, 민주공화당 최고위원 겸 당무위원
- 나성균 : 박동진 역

외무부 차관
- 정명환 : 김재순 역

공화당 당무위원 겸 대변인, 공화당 원내부총무
- 심우창 : 박준규 역

민주공화당 국회의원, 민주공화당 당무위원
- 김창봉 : 신형식 역

민주공화당 국회의원, 민주공화당 당무위원
- 최정훈 : 백남억 역

민주공화당 국회의원, 민주공화당 최고위원 겸 당무위원, 민주공화당 당의장(경상북도 김천, 금릉 지역구). 배우 최정훈은 이한림 역과 1인 2역
- 장보규 : 박종태 역

민주공화당 당무위원, 민주공화당 국회의원(후에 제명됨). 배우 장보규는 이희영 역과 1인 2역
- 유해무 : 현오봉 역

민주공화당 국회의원, 민주공화당 당무위원

### 삼성 가문 관련
- 정욱 : 이병철 역

초대 삼성그룹 회장
- 김진구 : 박두을 역

이병철 삼성그룹 회장의 부인
- 이덕희 : 이인희 역

이병철 삼성그룹 회장의 장녀. 훗날 한솔그룹 고문 역임.
- 한진희 : 조운해 역

이병철 삼성그룹 회장의 맏사위. 의학박사 및 성균관대학교 의과대학 명예교수 출신.
- 임선택 : 이맹희 역

이병철 삼성그룹 회장의 장남. 훗날 제일제당 명예회장 역임.
- 안문숙 : 손복남 역

이병철 삼성그룹 회장의 장자부
- 유식 : 이창희 역

이병철 삼성그룹 회장의 차남. 훗날 새한미디어 초대 회장 역임.
- 이영자 : 나카네 히로미(이영자) 역

이병철 삼성그룹 회장의 차자부(일본 여자). 훗날 새한미디어 제2대 회장 역임.
- 최원형 : 이건희 역

이병철 삼성그룹 회장의 삼남. 훗날 삼성그룹 명예회장 역임.
- 김동주 : 구로다 역

이병철 삼성그룹 회장의 일본 사는 이전 배우자(일본 여자).
- 정준 : 이태휘 역

이병철 삼성그룹 회장의 일본 사는 막내아들(구로다 소생). 그는 훗날 장성하여 삼성전자 일본 도쿄 지사 상무이사 역임.

### 동아일보 가문 관련
- 김현직 : 김상만 역

동아일보 회장. 아버지는 1공 시절에 서거한 김성수 부통령.
- 안영주 : 고현남 역

김상만 동아일보 회장의 부인. 시부는 1공 시절에 서거한 김성수 부통령.
- 이장훈 : 김병관 역

김상만 동아일보 회장의 장남. 동아일보 명예회장 역임. 친조부는 1공 시절에 서거한 김성수 부통령.
- 김현숙 : 안경희 역

김상만 동아일보 회장의 장자부. 일민미술관 관장 역임. 시조부는 1공 시절에 서거한 김성수 부통령.
- 양택조 : 김상기 역

김상만 동아일보 회장의 배다른 첫째 아우. 동아일보 부회장 역임. 아버지는 1공 시절에 서거한 김성수 부통령.
- 원종례 : 원종숙 역

김상기 동아일보 부회장의 부인. 시부는 1공 시절에 서거한 김성수 부통령.
- 김수정 : 김창원 역

김상기 동아일보 부회장의 맏딸. 친조부는 1공 시절에 서거한 김성수 부통령.
- 김윤정 : 김효신 역

김상기 동아일보 부회장의 셋째딸. 친조부는 1공 시절에 서거한 김성수 부통령.
- 원유재 : 김병국 역

김상기 동아일보 부회장의 늦둥이 맏아들. 그는 훗날 장성하여 고려대학교 교수, MB 정부 시대 대통령실 예하 외교안보수석비서관 역임. 친조부는 1공 시절에 서거한 김성수 부통령.
- 김형중 : 김상흠 역

김상만 동아일보 회장의 배다른 둘째 아우인 동시에 김상기 동아일보 부회장의 동복 아우. 그는 동아일보 편집국 국장 출신으로 훗날 제5~6대 무소속 재선 국회의원 역임. 아버지는 1공 시절에 서거한 김성수 부통령.
- 김천만 : 김상협 역

김상만 동아일보 회장의 사촌 아우. 훗날 고려대학교 교수, 문교부 장관, 국무총리 역임. 큰아버지는 1공 시절에 서거한 김성수 부통령.

### 5·16 군사 쿠데타 정변군 내부 비주류 세력 관련
- 국정환 : 유원식 역

육사 8기, 육군 대령 → 육군 준장, 국가재건최고회의 재정경제위원장
- 박형준 : 이종찬 역

육사 16기, 육군 소위, 유원식 국가재건최고회의 재정경제위원장 보좌관, 훗날 육군 소령 예편. 영국 주재 대사관 예하 참사관, 정무 제1장관, 무소속 국회의원, 초대 국가정보원장.
- 박용식 : 전두환 역

육사 11기, 육군 대위 → 육군 대장, 국립 서울대학교 학생군사교육단 훈육관, 수도경비사령부 30경비대대장, 육군 제9보병사단 29연대장, 특전사 제1공수특전여단장, 대통령 경호실 작전차장보, 육군 제1보병사단장, 국군 보안사령관, 대한민국 제11~12대 대통령
- 오미희 : 이순자 역

전두환 대위의 부인
- 이승현 : 전경환 역

전두환 남동생, 오일륙 당시 초급대학생. 훗날 육군 갑종장교 소위 임관 후일 육군 중위 예편. 대통령 경호실 경호 제5계장, 새마을운동중앙협의회 명예회장 겸 명예총재 역임.
- 허현호 : 김윤근 역

신경군관학교 6기 및 육사 1기 출신의 훗날 해병 장성, 해병 준장 → 해병 중장, 제2해병여단장, 국가재건최고회의 최고위원. 훗날 해병 중장 예편.
- 최범호 : 이준섭 역

해병대 사관후보생 출신. 해병 대위, 제1해병여단 중대장, 훗날 해병 대령 예편, 중앙정보부 총무과장, 민주공화당 당무위원, 민주공화당 국회의원, 무소속 국회의원.
- 천호진 : 박치옥 역

육사 5기, 육군 대령, 육군 공수특전단장
- 김주영 : 박원빈 역

육사 8기, 육군 중령 → 육군 준장, 6관구 사령부 작전참모, 국가재건최고회의 최고위원
- 박영지 : 문재준 역

육사 5기, 육군 대령, 육군 제6군단 포병단장, 육군본부 헌병감
- 이은철 : 김석률 역

육군 갑종장교 6기. 육군 대위, 육군 헌병대 중대장, 육군 소령 예편.
- 한상혁 : 박병권 역

군사영어학교, 육군 중장, 국방부 장관
- 유식 : 손영길 역

육사 11기, 육군 대위 → 육군 준장, 육군 부산군수기지사령관 부관, 육군 수도경비사령부 예하 참모장. 배우 유식은 이창희 역과 1인 2역
- 이정훈 : 서종철 역

육사 1기, 육군 준장 → 육군 대장, 경남지구계엄사령관, 육군참모총장, 국방부 장관

### 국가재건최고회의 내부 비주류 세력 관련
- 노주현 : 장도영 역

군사영어학교, 육군 중장 예편, 육군 제9보병사단장, 육군 제6보병사단장, 육군 제1훈련소장, 육군 제8보병사단장, 육군 제2군단장, 육군본부 기획참모부장, 행정참모부장, 육군참모차장, 육군 제2야전군사령관, 육군참모총장, 국가재건최고회의 의장, 국방부 장관, 내각 수반
- 장보규 : 이희영 역

육사 5기, 육군 대령 예편, 장도영 육군참모총장 비서실장, 장도영 내각 수반 비서실 실장.
- 박병훈 : 김동수 역

육군 갑종 장교 1기. 육군 소령 예편, 육군 중장 장도영 육군참모총장의 전속부관
- 김진태 : 송요찬 역

군사영어학교, 육군 중장, 육군참모총장, 내각수반(2공화국 연결). 훗날 인천제철 사장 역임.
- 이미지 : 권영각 역

송요찬 내각수반의 부인
- 김인수 : 김종오 역

군사영어학교, 육군 대장, 육군참모차장, 국가재건최고회의 최고위원, 육군참모총장, 합동참모의장.

### 5·16 군사 쿠데타 비참가 세력 관련
- 김동현 : 김재규 역

육사 2기, 육군 준장 → 육군 중장, 육군 제6보병사단장, 호남비료사장, 육군 방첩부대장, 국군보안사령관, 육군 제3군단장, 건설부 장관, 중앙정보부 차장, 유신정우회 국회의원, 제8대 중앙정보부장
- 조재훈 : 이철희 역

육사 2기, 육군 첩보부대장, 육군 소장 예편, 중앙정보부 제1차장 역임.
- 이인성 : 강창성 역

육사 8기, 육군 중령 → 육군 소장, 육군 보안사령관, 육군 제3관구사령관, 해운항만청 청장
- 윤여정 : 윤봉죽 역

강창성 해운항만청 청장의 부인

### 해군 관련 인물
- 박윤배 : 함명수 역

해군참모총장, 해군 중장, 유신정우회 국회의원

### 학술 분야 인물
- 유병한 : 박종홍 역

교육자, 철학자, 사상가

### 박정희 전처와 옛 친구 관련 인물
- 오연수 : 김호남 역

박정희의 첫 번째 부인(전처).
- 정호근 : 이효 역

육사 2기, 육군 대위, 훗날 육군 소장 예편, 대한체육회 회장 역임. 국민정부 시대 중화민국 대륙 본토 만저우 지역의 지린 성 창춘(長春)에서 함경남도 함흥 출신 조선인 갑부의 후손으로 출생한 그는 이현란(박정희 옛날 동거녀)의 친가 친척 6촌 오빠이며 동시에 함남 함흥 동향 선배.
- 한경선 : 우정자 역

이효 육군 대위의 부인.
- 김애경 : 이현란 역

이화여자대학교 학생(후일 중퇴). 박정희의 옛 동거녀. 일제 강점기 경기도 개성(開城)에서 함경남도 함흥 출신 조선인 갑부의 후손으로 출생한 그녀는 이효 대위의 6촌 누이동생이며 동시에 함남 함흥 동향 후배.
- 구보석 : 송재천 역

육사 6기, 육군 소위, 훗날 육군 중령 예편. 박정희의 대구사범학교 1년 후배. 육영수의 친정 오빠 육인수의 부인(박심자)의 친정 외가친척 이종사촌 제부뻘. 1949년 당시 김호남과 지난날 이혼을 한 전력이 있는 박정희 당시 육군 소령에게 육영수를 소개시켜 준 사람(2005년 9월 20일, 만85세로 하세한 예비역 장교 송재천 육군 중령.).

### 광명인쇄소 관련 인물
- 김창봉 : 이학수 역

광명인쇄소 사장
- 박종설 : 홍인창 역

광명인쇄소 직원

### 남조선로동당 관련 인물
- 심우창 : 이재복 역

남조선로동당 군사부 조직책

### 조선민주주의인민공화국 관련 인물
- 김갑수 : 황태성 역

동아일보 김천 지국장, 박정희의 형 박상희의 친구, 월북 독립운동가

### 한일 막후 교섭 체제 관련 인물
- 이승호 : 최영택 역

막후 교섭 체제 작전원.
- 이일재 : 전세호 역

재일 교포, 막후 교섭을 위한 최영택의 일본행 시절 조력함
- 이신재 : 윤응상 역

재일교포.
- 신명철 : 김덕승 역

재일교포.
- 김윤형 : 정건영 역

일본 야쿠자
- 유종근 : 이사키 도요토요(정기 풍동양) 역

일본 시학사

### 한일 회담 관련 시국 시절 대학 풍경
- 김명수 : 송철원 역

한일회담 반대하는 서울대 정치학과 학생. 훗날 한민족아리랑연합회 상임고문, 에듀TV 회장 역임.
- 김환교 : 남궁 진(반월) 역

한일회담 체제를 반대하는 송철원 서울대 정치학과 학생의 회담 반대 시위 영입 제의를 정중히 거절하는 고려대 법과대학 학생. 아호(雅號)는 반월(伴月). 훗날 신민당 당무위원, 평화민주당 당무위원, 민주당 당무위원, 국민회의 당무위원, 재선 국회의원, 새천년민주당 상임고문 겸 당무위원, 문화관광부 장관 역임.

### 문화 예술 분야 관련
- 홍민우 : 오영수 역

서민의 애환을 자작에 많이 담아낸 소설가.
- 김정 : 김정선 역

오영수 작가의 부인.
- 김양욱 : 오윤 역

오영수 작가의 막내아들. 1965년 당시 서울대 미대 신입생. 훗날 유명 재야 판화가 등으로 이름을 날렸지만 향년 41세(만40세)로 병사.
- 정대홍 : 서정주 역

불교적 성찰문학 시인.
- 송옥숙 : 방옥숙 역

시인 서정주 교수의 부인.
- 한태일 : 서정태 역

시인 서정주 교수의 친아우.
- 이인철 : 김관식 역

전직 중등교원 출신의 시인 겸 한문학 번역문학가. 시인 서정주 교수의 처갓댁 손아랫동서. 기벽 성향 시문학 분야의 명대가.
- 신복숙 : 방옥례 역

김관식 시인의 부인. 시인 서정주 교수의 처제.
- 이해룡 : 이화룡 역

태성영화사 사장.
- 신국 : 신동엽 역

민족 참여문학 시인.
- 권재희 : 인병선 역

신동엽 시인의 부인. 사립 짚풀생활사박물관 관장 역임.
- 배영옥 : 신정섭 역

신동엽 시인의 맏딸(첫째).
- 우봉식 : 신좌섭 역

신동엽 시인의 장남(長男)이자 둘째.
- 양동재 : 신우섭 역

신동엽 시인의 차남(次男)이자 막내.

## 드라마 부제
| 회차       | 부제                          | 본 방송일       |
| 제1회      | 인간 박정희 (上)              | 1993년 2월 7일  |
| 제2회      | 인간 박정희 (下)              | 1993년 2월 14일 |
| 제3회      | 5·16 쿠데타                   | 1993년 2월 21일 |
| 제4회      | 군사혁명위원회 의장 장도영    | 1993년 2월 28일 |
| 제5회      | 군사정부의 출범               | 1993년 3월 7일  |
| 제6회      | 혁명, 혁명과업                | 1993년 3월 14일 |
| 제7회      | 장도영 거세                   | 1993년 3월 21일 |
| 제8회      | 박정희 시대의 개막            | 1993년 3월 28일 |
| 제9회      | 남북대화, 그리고 황태성       | 1993년 4월 4일  |
| 제10회     | 군사정권의 외교               | 1993년 4월 11일 |
| 제11회     | 공화당 사전조직과 증권파동    | 1993년 4월 18일 |
| 제12회     | 통화개혁과 대통령 직선제 개헌 | 1993년 4월 25일 |
| 제13회     | 2·18 성명                     | 1993년 5월 2일  |
| 제14회     | 김종필의 외유와 군정연장 음모 | 1993년 5월 9일  |
| 제15회     | 백조그릴 위장 약혼식 사건     | 1993년 5월 16일 |
| 제16회     | 범탕작전과 친위 쿠데타        | 1993년 5월 23일 |
| 제17회     | 김형욱의 대통령 당선작전      | 1993년 5월 30일 |
| 제18회     | 정치자금 정치공작             | 1993년 6월 6일  |
| 제19회     | 6·3 사태 (上)                 | 1993년 6월 13일 |
| 제20회     | 6·3 사태 (下)                 | 1993년 6월 20일 |
| 제21회     | 진산파동                      | 1993년 6월 27일 |
| 제22회     | 월남파병                      | 1993년 7월 4일  |
| 제23회     | 김두한과 사카린 밀수사건      | 1993년 7월 11일 |
| 제24회     | 3선 개헌                      | 1993년 7월 18일 |
| 제25회     | 40대 기수론                   | 1993년 7월 25일 |
| 제26회(終) | 유신전야                      | 1993년 8월 1일  |